# Prefectura de Casablanca
La prefectura de Casablanca es una de las prefecturas de Marruecos, parte de la región de Casablanca-Settat. Tiene una superficie de 34 km² y 322.286 habitantes censados en 2004. 

## División administrativa
La prefectura de Casablanca consta de dieciséis barrios (arrondissement) de la ciudad de Casablanca y un municipio:

### Barrios
- Aîn-Chock
- Aîn-Sebaâ
- Al Fida
- Anfa
- Assoukhour Assawda
- Ben M'Sick
- El Maarif
- Hay-Hassani
- Hay Mohammadi
- Mers-Sultan
- Moulay Rachid
- Sbata
- Sidi Belyout
- Sidi Bernoussi
- Sidi Moumen
- Sidi Othmane

### Municipios
- Mechouar de Casablanca